# غوستافو ديزوتي
ديزوتي (بالإسبانية: Gustavo Dezotti) (مواليد 14 فبراير 1964) هو لاعب كرة قدم. يلعب مع منتخب الأرجنتين لكرة القدم. سبق له أن لعب في كأس العالم لكرة القدم مع منتخب بلاده.

## روابط خارجية
- غوستافو ديزوتي على موقع الاتحاد الدولي (مؤرشف)  (الإنجليزية)
- غوستافو ديزوتي على موقع قاعدة بيانات كرة القدم.إي يو (الإنجليزية)
- غوستافو ديزوتي على موقع ناشيونال فوتبول تيمز (الإنجليزية)
- غوستافو ديزوتي على موقع Soccerway.com (الإنجليزية)
- غوستافو ديزوتي على موقع عالم كرة القدم.نت (الإنجليزية)